# Liga de Campeones de la CAF 2012
La Liga de Campeones de la CAF 2012 fue la 48.ª edición de la competición. Se disputó entre el 18 de febrero y el 11 de noviembre de 2012.
Participaron 51 equipos de 40 federaciones afiliadas a la CAF. De estos 51 equipos, 38 debieron pasar una ronda preliminar. Los 13 equipos restantes entraron directamente a la primera ronda donde se unieron los 19 vencedores de la ronda preliminar. Los 32 equipos clasificados se agruparon en una primera ronda y los vencedores pasaron a la segunda ronda. Estas tres fases de clasificación se disputaron a partidos de ida y vuelta, a eliminación directa y bajo la regla del gol de visitante.
Los 8 equipos perdedores de la segunda ronda quedaron eliminados del torneo y pasaron a disputar la ronda de play-off (4ª fase) de la Copa Confederación de la CAF 2012. Los 8 ganadores de la segunda ronda pasaron a la fase de grupos, conformando dos grupos de 4 equipos. Los equipos ubicados en 1ª y 2ª posición de cada grupo pasaron a semifinales, donde el 1º de cada grupo enfrentó al 2º del otro grupo. Los ganadores disputaron la final. Las semifinales y la final se jugaron a partidos de ida y vuelta, a eliminación directa y bajo la regla del gol de visitante.
El ganador del torneo representó a la CAF en la Copa Mundial de Clubes de la FIFA 2012 en Japón y disputa la Supercopa de la CAF 2013.

## Equipos participantes
| País                                    | Equipo                                 | Vía de clasificación                                                                                           |
| --------------------------------------- | -------------------------------------- | --- |
| Túnez 2 cupos                           | Espérance de Tunis Étoile du Sahel     | Campeón de la 2010-11 Liga Tunecina Professionnelle 1 Subcampeón de la 2010-11 Liga Tunecina Professionnelle 1 |
| Egipto 2 cupos                          | Al-Ahly Zamalek                        | Campeón de la 2010-11 Egipto Premier League Subcampeón de la 2010-11 Egipto Premier League                     |
| Nigeria 2 cupos                         | Dolphins Sunshine Stars                | Campeón de la 2010-11 Nigeria Premier League Subcampeón de la 2010-11 Nigeria Premier League                   |
| Sudán 2 cupos                           | Al-Merreikh Omdurmán Al-Hilal Omdurmán | Campeón de la 2010-11 Sudán Premier League Subcampeón de la 2010-11 Sudán Premier League                       |
| República Democrática del Congo 2 cupos | Mazembe Vita Club                      | Campeón de la 2011 Linafoot Subcampeón de la 2011 Linafoot                                                     |
| Argelia 2 cupos                         | ASO Chlef JSM Béjaïa                   | Campeón de la 2010-11 Nacional Argelina Championnat Subcampeón de la 2010-11 Nacional Argelina Championnat     |
| Marruecos 2 cupos                       | Raja Casablanca MAS Fez                | Campeón de la 2010-11 Botola Subcampeón de la 2010-11 Botola                                                   |
| Malí 2 cupos                            | Stade Malien Djoliba                   | Campeón de la 2010-11 Malian Première Division Subcampeón de la 2010-11 Malian Première Division               |
| Camerún 2 cupos                         | Cotonsport Garoua Les Astres           | Campeón de la 2010-11 Cameroonian Premier League Subcampeón de la 2010-11 Cameroonian Premier League           |
| Costa de Marfil 2 cupos                 | Africa Sports National AFAD Djékanou   | Campeón de la 2011 Côte d'Ivoire Premier Division Subcampeón de la 2011 Côte d'Ivoire Premier Division         |
| Zimbabue 2 cupos                        | Dynamos Platinum                       | Campeón de la Zimbabue Premier Soccer League Subcampeón de la Zimbabue Premier Soccer League                   |
| Angola 1 cupo                           | Recreativo Lobolo                      | Campeón de la 2011 Girabola                                                                                    |
| Zambia 1 cupo                           | Power Dynamos                          | Campeón de la 2011 Zambia Premier League                                                                       |

| Equipos con un cupo (puntajes bajos del ranking de la CAF) |
| ---------------------------------------------------------- |

| Ghana Sudáfrica Guinea Ecuatorial Gabón Guinea Suazilandia Cabo Verde Yibuti Guinea-Bissau Uganda | Berekum Chelsea F.C. Orlando Pirates Sony Elá Nguema Missile FC Horoya AC Green Mamba CS Mindelense AS Port Atlético Clube de Bissorã URA SC   | Campeón de la 2010-11 Ghana Premier League Campeón de la 2010-11 Premier Soccer League Campeón de la Primera División de Honor de Guinea Ecuatorial 2011 Campeón de la 2010-11 Gabón Championnat National D1 Campeón de la 2010-11 Guinea Championnat National Campeón de la 2010-11 MTN Premier League Campeón de la Campeonato Caboverdiano de Fútbol 2011 Campeón de la 2010–11 Djibouti Premier League Campeón de la Campeonato Nacional da Guiné-Bissau 2011 Campeón de la 2010–11 Ugandan Super League |
| Benín Burkina Faso Burundi República Centroafricana Chad Comoras Tanzania Santo Tomé y Príncipe   | Tonnerre d'Abomey FC ASFA Yennenga Athlético Olympic DFC 8 Foullah Edifice FC Coin Nord Young Africans FC ESCOM United                         | Campeón de la 2010-11 Benin Premier League Campeón de la 2010-11 Burkinabé Premier League Campeón de la 2010-11 Burundi Premier League Campeón de la 2011 Central African Republic League Campeón de la 2011 Ligue de N'Djaména Campeón de la 2011 Comoros Premier League Campeón de la 2010-11 Tanzania Premier League Campeón de la 2011 São Tomé and Príncipe Championship |
| Congo Etiopía Gambia Kenia Lesoto Liberia Madagascar Zanzíbar Mauricio Somalia                    | Diables Noirs Ethiopian Coffee Brikama United Tusker Lesotho Correctional Services LISCR Japan Actuel's Mafunzo FC AS Port-Louis 2000 Elman FC | Campeón de la 2010 Congo Premier League Campeón de la 2009–10 Ethiopian Premier League Campeón de la 2010 GFA Liga de Primera División Campeón de la 2010 Kenyan Premier League Campeón de la 2009–10 Lesoto Premier League Campeón de la 2009 Liberia Premier League Campeón de la 2010 THB Champions League Campeón de la Primera División de Zanzíbar 2010 Campeón de la 2011 Mauritian League Campeón de la Liga de Somalia 2011                                                                         |
| Mozambique Níger Ruanda Senegal Sierra Leona                                                      | Liga Muçulmana ASGNN APR FC US Ouakam Ports Authority FC                                                                                       | Campeón de la Campeonato mozambiqueño de fútbol 2011 Campeón de la Championnat D1 2011 Campeón de la 2010-11 Ruanda Premier League Campeón de la 2011 Senegal Premier League Campeón de la Liga Premier de Sierra Leona 2011 |

- Los equipos de Cabo Verde, Yibuti, Guinea Bissau, Santo Tomé y Príncipe, Mauricio y Somalia finalmente no participan del torneo.

## Ronda preliminar
Las fechas de las rondas preliminares, primera y segunda ronda fueron anunciados el 9 de diciembre de 2011.
Los enfrentamientos para la clasificación se decidieron a doble partido, con doble valor de los goles anotados como visitante en caso de empate y resultados agregados en un global. Si, pese a la regla del doble valor de los goles anotados fuera de casa, aún persiste el empate en el global, el desempate se dirigirá directamente a la tanda de penaltis (sin prórroga).
| Equipo 1           | Agr.         | Equipo 2             | Ida | Vuelta |
| ------------------ | ------------ | -------------------- | --- | ------ |
| ASFA Yennenga      | 1–4          | ASO Chlef            | 0–0 | 1–4    |
| Vita Club          | 6–4          | Athlético Olympic    | 5–0 | 1–4    |
| DFC 8              | 2–2 (v.)     | Les Astres           | 1–0 | 1–2    |
| Young Africans     | 1–2          | Zamalek              | 1–1 | 0–1    |
| Missile            | 3–4          | Africa Sports        | 3–2 | 0–2    |
| Ports Authority    | 0–1          | Horoya               | 0–0 | 0–1    |
| Foullah Edifice FC | 1–3          | JSM Béjaïa           | 0–0 | 1–3    |
| AFAD Djékanou      | 2–0          | Diables Noirs        | 1–0 | 1–0    |
| Tusker             | 0–1          | APR                  | 0–0 | 0–1    |
| Coin Nord          | 2–4          | Ethiopian Coffee     | 1–0 | 1–4    |
| ASGNN              | 0–1          | Tonnerre             | 0–0 | 0–1    |
| Orlando Pirates    | 2–4          | Recreativo do Libolo | 1–3 | 1–1    |
| URA                | 3–0          | LCS                  | 3–0 | 0–0    |
| Mafunzo            | 0–5          | Liga Muçulmana       | 0–2 | 0–3    |
| Brikama United     | 1–1 (3-1 p.) | US Ouakam            | 0–1 | 1–0    |
| CD Elá Nguema      | 0–6          | Dolphins             | 0–3 | 0–3    |
| LISCR              | 0–5          | Berekum Chelsea      | 0–2 | 0–3    |
| Green Mamba        | 2–8          | Platinum             | 2–4 | 0–4    |
| Japan Actuel's     | 1–8          | Power Dynamos        | 1–5 | 0–3    |

## Primera ronda
| Equipo 1             | Agr.     | Equipo 2           | Ida | Vuelta |
| -------------------- | -------- | ------------------ | --- | ------ |
| ASO Chlef            | 3–2      | AS Vita Club       | 0–0 | 3–2    |
| DFC 8                | 1–8      | Al-Hilal           | 0–3 | 1–5    |
| Zamalek              | 2–2 (v.) | Africa Sports      | 1–0 | 1–2    |
| Horoya               | 1–4      | Maghreb de Fès     | 1–1 | 0–3    |
| JSM Béjaïa           | 1–5      | AFAD Djékanou      | 1–2 | 0–3    |
| APR                  | 2–3      | Étoile du Sahel    | 0–0 | 2–3    |
| Ethiopian Coffee     | 0–3      | Al-Ahly            | 0–0 | 0–3    |
| Tonnerre             | 2–5      | Stade Malien       | 0–0 | 2–5    |
| Recreativo do Libolo | 4–4 (v.) | Sunshine Stars     | 4–1 | 0–3    |
| URA                  | w/o1     | Djoliba            | 0–2 | —      |
| Liga Muçulmana       | 2–3      | Dynamos            | 2–2 | 0–1    |
| Brikama United       | 2–4      | Espérance de Tunis | 1–1 | 1–3    |
| Dolphins             | 2–2 (v.) | Coton Sport        | 2–1 | 0–1    |
| Berekum Chelsea      | 5–3      | Raja Casablanca    | 5–0 | 0–3    |
| Platinum             | 2–5      | Al-Merreikh        | 2–2 | 0–3    |
| Power Dynamos        | 1–7      | Mazembe            | 1–1 | 0–6    |

1- Djoliba clasifica a la siguiente ronda debido a que el URA no se presentó a jugar el partido de vuelta en Malí.

## Segunda ronda
| Equipo 1           | Agr.         | Equipo 2       | Ida | Vuelta |
| ------------------ | ------------ | -------------- | --- | ------ |
| Al-Hilal           | 2–2 (2-4 p.) | ASO Chlef      | 1–1 | 1–1    |
| Maghreb de Fès     | 0–4          | Zamalek        | 0–2 | 0–2    |
| Étoile du Sahel    | 4–2          | AFAD Djékanou  | 4–1 | 0–1    |
| Stade Malien       | 2–3          | Al-Ahly        | 1–0 | 1–3    |
| Djoliba            | 1–2          | Sunshine Stars | 1–1 | 0–1    |
| Espérance de Tunis | 7–1          | Dynamos        | 6–0 | 1–1    |
| Berekum Chelsea    | 2–1          | Coton Sport    | 0–0 | 2–1    |
| Mazembe            | 3–1          | Al-Merreikh    | 2–0 | 1–1    |

## Fase de grupos
El sorteo de la fase de grupos se realizó el 15 de mayo de 2012. Los ocho equipos que fueron repartidos en cuatro bombos (usando el ranking de cinco años de participación continental 2007-2011). Cada grupo contenía un equipo de cada bombo. Las jornadas fueron el 6-8 de julio, 20-22 de julio, 3-5 de agosto, 17-19 de agosto, 31 de agosto-2 de septiembre y 14-16 de septiembre.

### Grupo A
| Pos. | Equipo              | Pts. | PJ | G | E | P | GF | GC | Dif. | Clasificación |
| ---- | ------------------- | ---- | -- | - | - | - | -- | -- | ---- | ------------- |
| 1    | Espérance de Tunis  | 9    | 4  | 3 | 0 | 1 | 6  | 3  | +3   | Semifinales   |
| 2    | Sunshine Stars      | 6    | 4  | 2 | 0 | 2 | 4  | 4  | 0    | Semifinales   |
| 3    | ASO Chlef (E)       | 3    | 4  | 1 | 0 | 3 | 4  | 7  | −3   |               |
| 4    | Étoile du Sahel (E) | 0    | 0  | 0 | 0 | 0 | 0  | 0  | 0    | Descalificado |

 Fuente: CAF

#### Resultados
| Local           | Resultado | Visitante       |
| --------------- | --------- | --------------- |
| ASO Chlef       | Cancelado | Étoile du Sahel |
| Sunshine Stars  | 0-5       | Espérance Tunis |
| Espérance Tunis | 5-1       | ASO Chlef       |
| Étoile du Sahel | Cancelado | Sunshine Stars  |
| Sunshine Stars  | 2-0       | ASO Chlef       |
| Espérance Tunis | Cancelado | Étoile du Sahel |
| ASO Chlef       | 1-2       | Sunshine Stars  |
| Étoile du Sahel | Cancelado | Espérance Tunis |
| Étoile du Sahel | Cancelado | ASO Chlef       |
| Espérance Tunis | 4-0       | Sunshine Stars  |
| ASO Chlef       | 0-6       | Espérance Tunis |
| Sunshine Stars  | Cancelado | Étoile du Sahel |

### Grupo B
| Pos. | Equipo              | Pts. | PJ | G | E | P | GF | GC | Dif. | Clasificación |
| ---- | ------------------- | ---- | -- | - | - | - | -- | -- | ---- | ------------- |
| 1    | Al-Ahly             | 11   | 6  | 3 | 2 | 1 | 9  | 6  | +3   | Semifinales   |
| 2    | TP Mazembe          | 10   | 6  | 3 | 1 | 2 | 9  | 6  | +3   | Semifinales   |
| 3    | Berekum Chelsea (E) | 9    | 6  | 2 | 3 | 1 | 9  | 10 | −1   |               |
| 4    | Zamalek SC (E)      | 2    | 6  | 0 | 2 | 4 | 5  | 10 | −5   |               |

 Fuente: CAF

#### Resultados
| Local           | Resultado | Visitante       |
| --------------- | --------- | --------------- |
| Berekum Chelsea | 3-2       | Zamalek SC      |
| Al-Ahly         | 2-1       | TP Mazembe      |
| Zamalek SC      | 0-1       | Al-Ahly         |
| TP Mazembe      | 2-2       | Berekum Chelsea |
| TP Mazembe      | 2-0       | Zamalek SC      |
| Al-Ahly         | 4-1       | Berekum Chelsea |
| Berekum Chelsea | 1-1       | Al-Ahly         |
| Zamalek SC      | 1-2       | TP Mazembe      |
| Zamalek SC      | 1-1       | Berekum Chelsea |
| TP Mazembe      | 2-0       | Al-Ahly         |
| Al-Ahly         | 1-1       | Zamalek SC      |
| Berekum Chelsea | 1-0       | TP Mazembe      |

## Semifinales
| Equipo 1       | Agr. | Equipo 2           | Ida | Vuelta |
| -------------- | ---- | ------------------ | --- | ------ |
| Mazembe        | 0–1  | Espérance de Tunis | 0–0 | 0–1    |
| Sunshine Stars | 3–4  | Al-Ahly            | 3–3 | 0–1    |

### Ida
| 6 de octubre de 2012 | Sunshine Stars                                 | 3:3 (1:2) | Al-Ahly                   | Otunba Dipo Dina International Stadium, Ijebu Ode |                            |
|                      | Temen 38' · Olorundare 73' (pen.) · Osasco 84' | Reporte   | Gedo 18', 74' · Hamdy 32' | Árbitro(s): Daniel Bennett                        | Árbitro(s): Daniel Bennett |

| 7 de octubre de 2012 | Mazembe | 0:0     | Espérance de Tunis | Stade TP Mazembe, Lubumbashi |                             |
|                      |         | Reporte |                    | Árbitro(s): Noumandiez Doué  | Árbitro(s): Noumandiez Doué |

### Vuelta
| 20 de octubre de 2012 | Espérance de Tunis | 1:0 (0:0) | Mazembe | Stade Olympique de Radès, Radès |                           |
|                       | Ben Mansour 9'     | Reporte   |         | Árbitro(s): Badara Diatta       | Árbitro(s): Badara Diatta |

| 21 de octubre de 2012 | Al-Ahly  | 1:0 (1:0) | Sunshine Stars | Cairo Military Academy Stadium, El Cairo |                         |
|                       | Gedo 28' | Reporte   |                | Árbitro(s): Sidi Alioum                  | Árbitro(s): Sidi Alioum |

## Final
La final de la Liga de Campeones de la CAF 2012 es a doble partido de ida y vuelta. El partido de ida será el 4 de noviembre y el de vuelta el 17 del mismo mes. El Espérance busca su tercer título y su segundo consecutivo, mientras que el Al-Ahly busca su séptimo título.
| Equipo 1 | Agr. | Equipo 2           | Ida | Vuelta |
| -------- | ---- | ------------------ | --- | ------ |
| Al-Ahly  | 3–2  | Espérance de Tunis | 1–1 | 2–1    |

### Ida
| 4 de noviembre de 2012 | Al-Ahly   | 1:1 (0:0) | Espérance de Tunis | Stade Borg Al Arab, Alejandría                              |                                                             |
|                        | Hamdy 88' | Reporte   | Hichri 49'         | Asistencia: 25.000 espectadores Árbitro(s): Djamel Haimoudi | Asistencia: 25.000 espectadores Árbitro(s): Djamel Haimoudi |

### Vuelta
| 17 de noviembre de 2012 | Espérance de Tunis | 1:2 (0:1) | Al-Ahly                 | Stade Olympique, Radès                                         |                                                                |
|                         | N'Djeng 85'        | Reporte   | Geddo 43' · Soliman 63' | Asistencia: 35.000 espectadores Árbitro(s): Bouchaïb El Ahrach | Asistencia: 35.000 espectadores Árbitro(s): Bouchaïb El Ahrach |

Campeón

Al-Ahly
7° título

## Goleadores
| # | Jugador           | Club                 | Goles |
| - | ----------------- | -------------------- | ----- |
| 1 | Emmanuel Clottey  | Berekum Chelsea      | 12    |
| 2 | Mohamed Aboutrika | Al-Ahly              | 6     |
| 2 | Mbwana Samata     | Mazembe              | 6     |
| 2 | Tresor Mputu      | Mazembe              | 6     |
| 5 | Geddo             | Al-Ahly              | 5     |
| 5 | Izu Azuka         | Sunshine Stars       | 5     |
| 5 | Yannick N'Djeng   | Espérance de Tunis   | 5     |
| 5 | Karim Ali Hadji   | ASO Chlef            | 4     |
| 5 | Rasca             | Recreativo do Libolo | 4     |
| 5 | Mudather El Tahir | Al-Hilal             | 4     |
| 5 | Youssef Msakni    | Espérance de Tunis   | 4     |